# Zell am See
Zell am See là thủ phủ hành chính của huyện Zell am See thuộc bang Salzburg, Áo. Thị xã là một điểm đến du lịch quan trọng được gọi là Zell am See-Kaprun và là một trung tâm giao thông cho khu vực.

## Địa lý
Thung lũng Zell là một hành lang trong dãy núi Kitzbühel Alps, nối liền lưu vực Saalfelden của sông Saalach ở phía bắc và Salzach ở phía nam. Zell am See cách Innsbruck khoảng 100 km (62 mi) về phía đông và Núi Grossglockner 30 km (19 mi) về phía bắc. Trung tâm là làng cổ (Altstadt) của Zell am See nằm ở bờ phía tây hồ Zell, sâu 68 mét (223 ft), với các làng Thumersbach ở phía đông, Erlberg ở phía đông nam và Schüttdorf trực tiếp ở phía nam.

### Phân khu

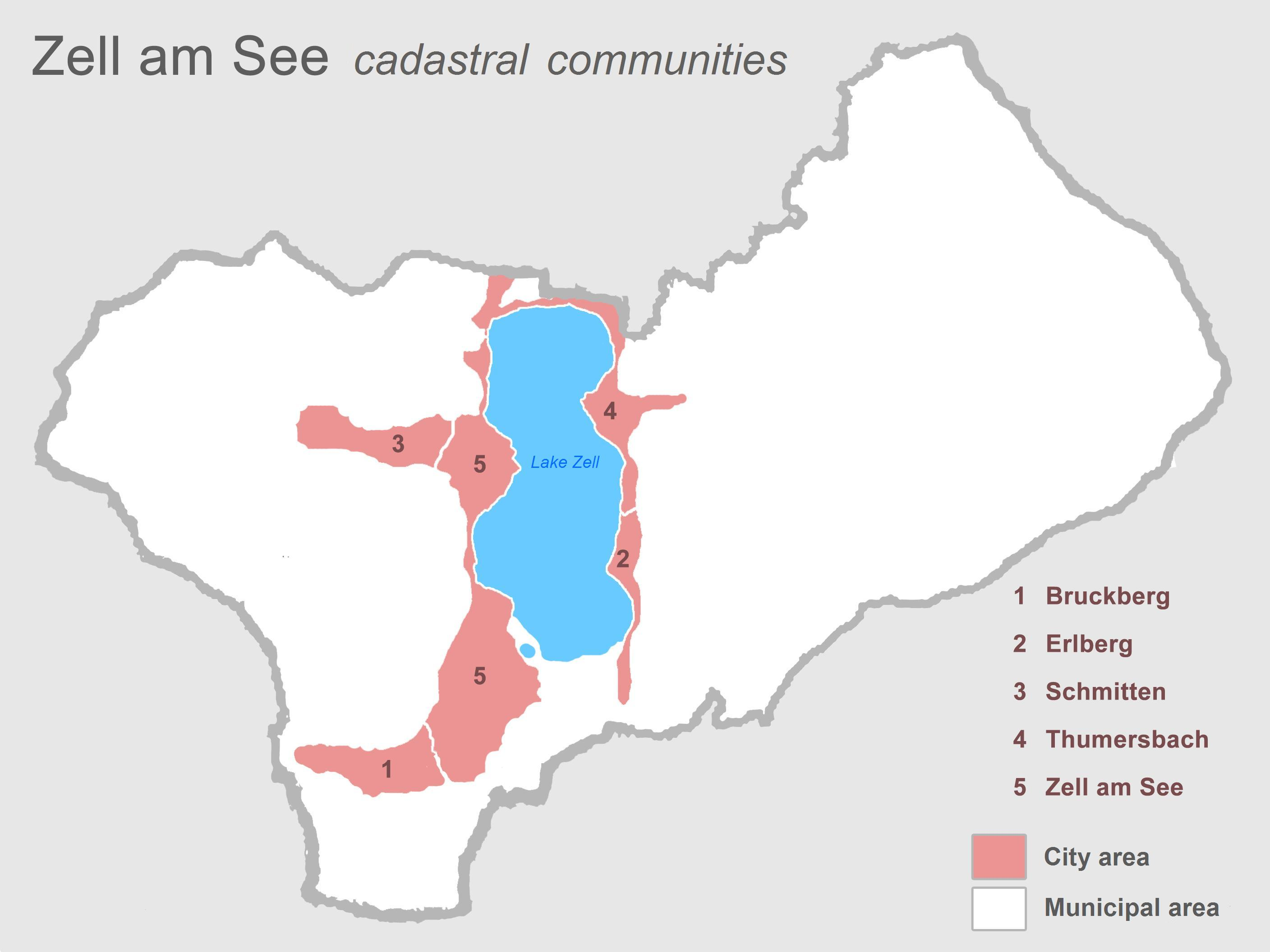
Các khu vực Zell am See

1. Bruckberg, một khu dân cư bao gồm Zellermoos
2. Erlberg trên bờ đông nam của hồ Zell, bao gồm một khu bảo tồn thiên nhiên
3. Schmitten, phía trên Zell am See, vị trí của nhiều tuyến cáp
4. Thumersbach, một làng giàu có và là khu nghỉ mát ven hồ ở bờ phía đông, bao gồm khu nghỉ mát mùa hè của Prielau ở phía bắc
5. Zell am See, với trung tâm Thành phố cổ và Zell am See-Süd (Schüttdorf)

### Phong cảnh
Hồ Zell ban đầu đã nằm xa hơn về phía bắc và kéo dài về phía nam tới sông Salzach. Kích thước của hồ, tuy nhiên, đã thay đổi theo thời gian thành các khu vực đầm lầy. Hồ có hình dạng của một cây lạc, với diện tích 4,7 kilômét vuông (1,8 dặm vuông Anh). 

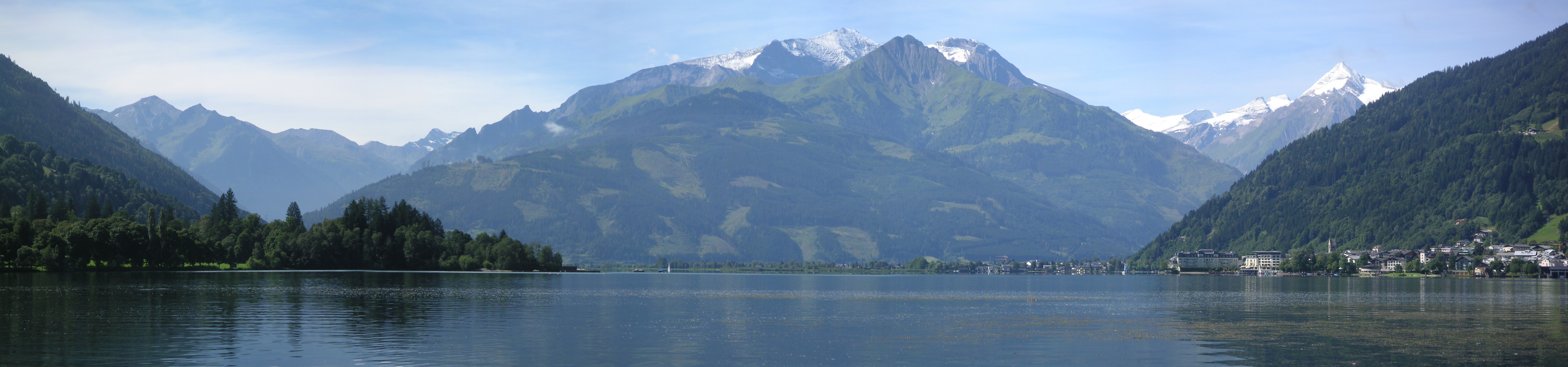
Toàn cảnh từ Hồ Zell đến khối núi Hoher Tenn (Zell am See nằm bên phải)

Những ngọn núi của khu vực tạo thành hình móng ngựa, sườn núi chủ yếu là rừng hoặc được bao phủ bởi đồng cỏ Alps. "Núi nhà" của Zell am See là Schmittenhöhe, 1.965 m (6.447 ft), cùng với dãy Salzburg Slate Alps liền kề ở phía tây là một phần của vùng Greywacke nằm giữa Đá vôi phía Bắc và Trung Đông Alps. Núi Schmittenhöhe là một trung tâm du lịch nổi tiếng dành cho các môn thể thao trượt tuyết vào mùa đông. Núi Hundstein ("Đá chó") 2.117 mét (6.946 ft) là đỉnh cao nhất ở Khu vực Greywacke của Salzburg.

## Trượt tuyết
Zell am See cung cấp dịch vụ trượt tuyết mùa đông trên ngọn núi Schmittenhöhe ở trên. Diện tích có thể trượt là khoảng 138   km, bao gồm các tuyến đường trên Kitzsteinhorn và Kaprun Maiskogel. Vé trượt tuyết bao gồm toàn bộ khu vực cả vận chuyển đến và đi từ sông băng mở cửa hầu như quanh năm, phụ thuộc vào tuyết rơi. Zell am See là một khu trượt tuyết ở độ cao thấp và có thể không có tuyết nếu thời tiết ấm, nhưng sông băng có tuyết phủ hầu như quanh năm.

## Lịch sử

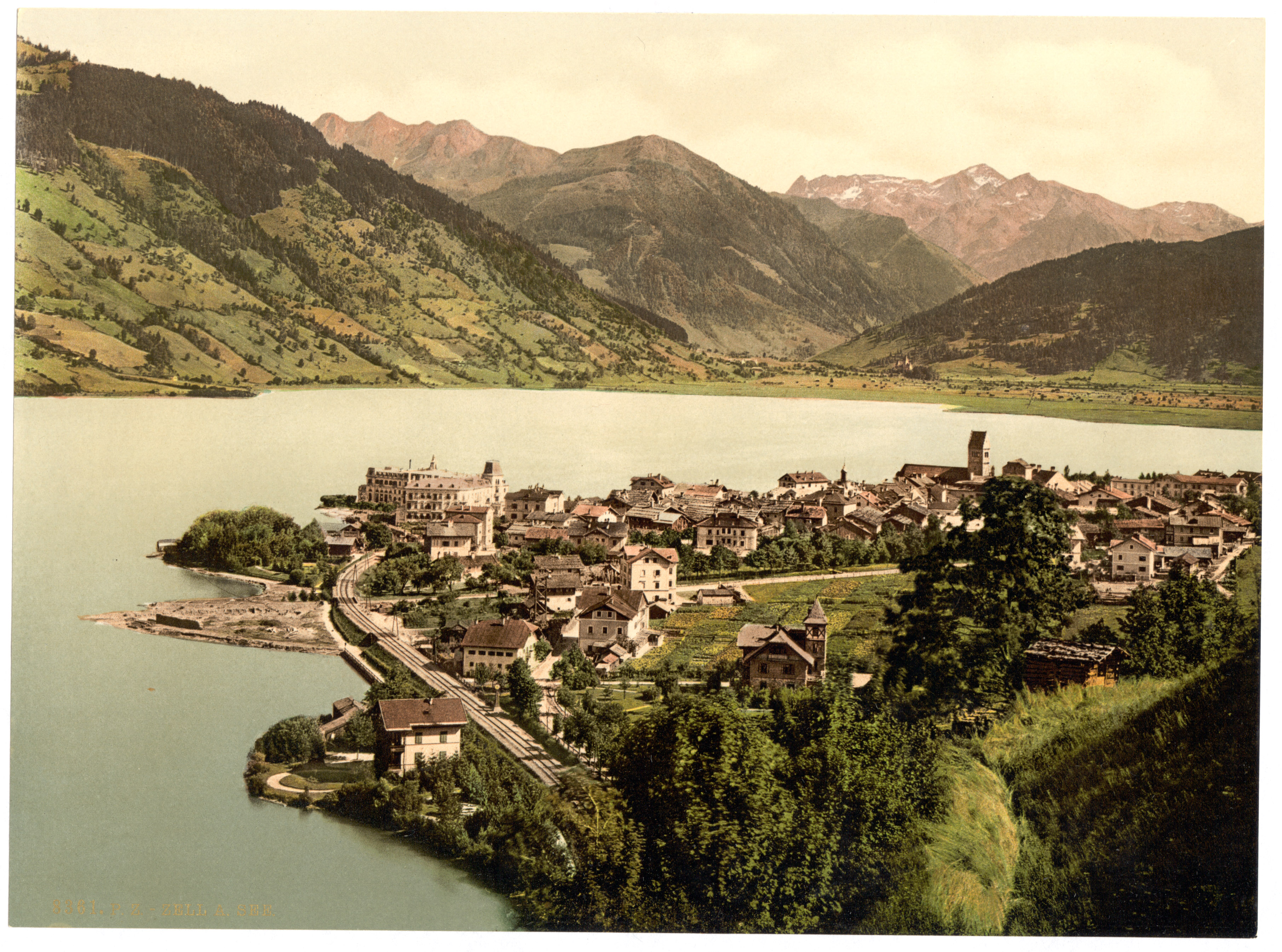
Zell khoảng 1900

Khu vực Zell am See liên tục có đông dân cư từ thời La Mã. Khoảng năm 740 sau Công nguyên, theo lệnh của giám mục Johannes của Salzburg, các tu sĩ đã thành lập ngôi làng trong vùng thuộc công tước xứ Bayern, được nhắc đến với cái tên Cella ở Bisonzio trong chứng thư 743. Ký hiệu Cella hoặc tiếng Đức: Zelle đề cập đến phòng nhỏ của một nhà tu theo nghĩa của một tu viện, Bisonzio là tên của vùng Pinzgau. Zell nhận được quyền của một thị xã được lập chợ vào năm 1357. Trong cuộc Chiến tranh Nông dân Đức năm 1526, khu vực này là nơi chiến đấu dữ dội chống lại quân đội của Liên minh Schwaben. Công dân Zell am See đã không tham gia vào cuộc nổi dậy, tuy nhiên 200 năm sau, nhiều cư dân Tin lành đã bị trục xuất khỏi Salzburg theo lệnh của Tổng Giám mục Công tước Leopold Anton von Firmian.
Từ năm 1800, thị trấn bị quân đội Pháp chiếm đóng trong Chiến tranh Napoléon. Sau khi thế tục hóa Tổng Giáo phận Salzburg, "Zell am See" cuối cùng đã được giao cho Đế quốc Áo theo nghị quyết của Đại hội Vienna năm 1816. Vào năm 1850, khi thị xã láng giềng Saalfelden trở thành thủ phủ của quận Pinzgau, thị trưởng của thị trấn đã phấn đấu thành công chuyển vị trí hành chính sang Zell. Sự phát triển của thị trấn đã được thúc đẩy một cách quyết định bằng việc khai trương tuyến đường sắt Salzburg-Tyrol (Giselabahn) vào ngày 30 tháng 7 năm 1875, bắt đầu mùa du lịch hè hàng năm. Zell am See nhận được quyền thành phố vào ngày 24 tháng 1 năm 1928.

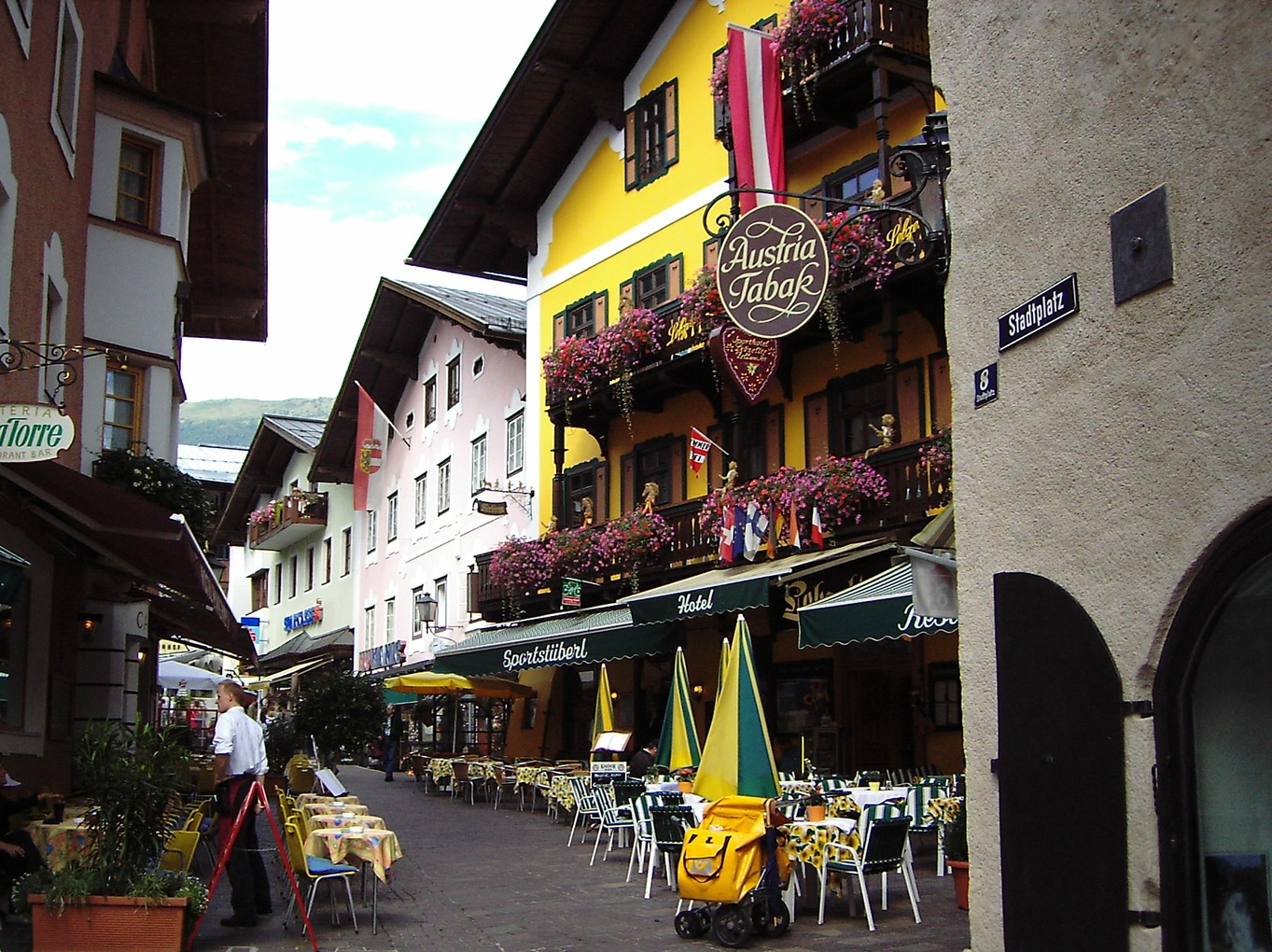
Dreifaltigkeitsgasse, Zell am See

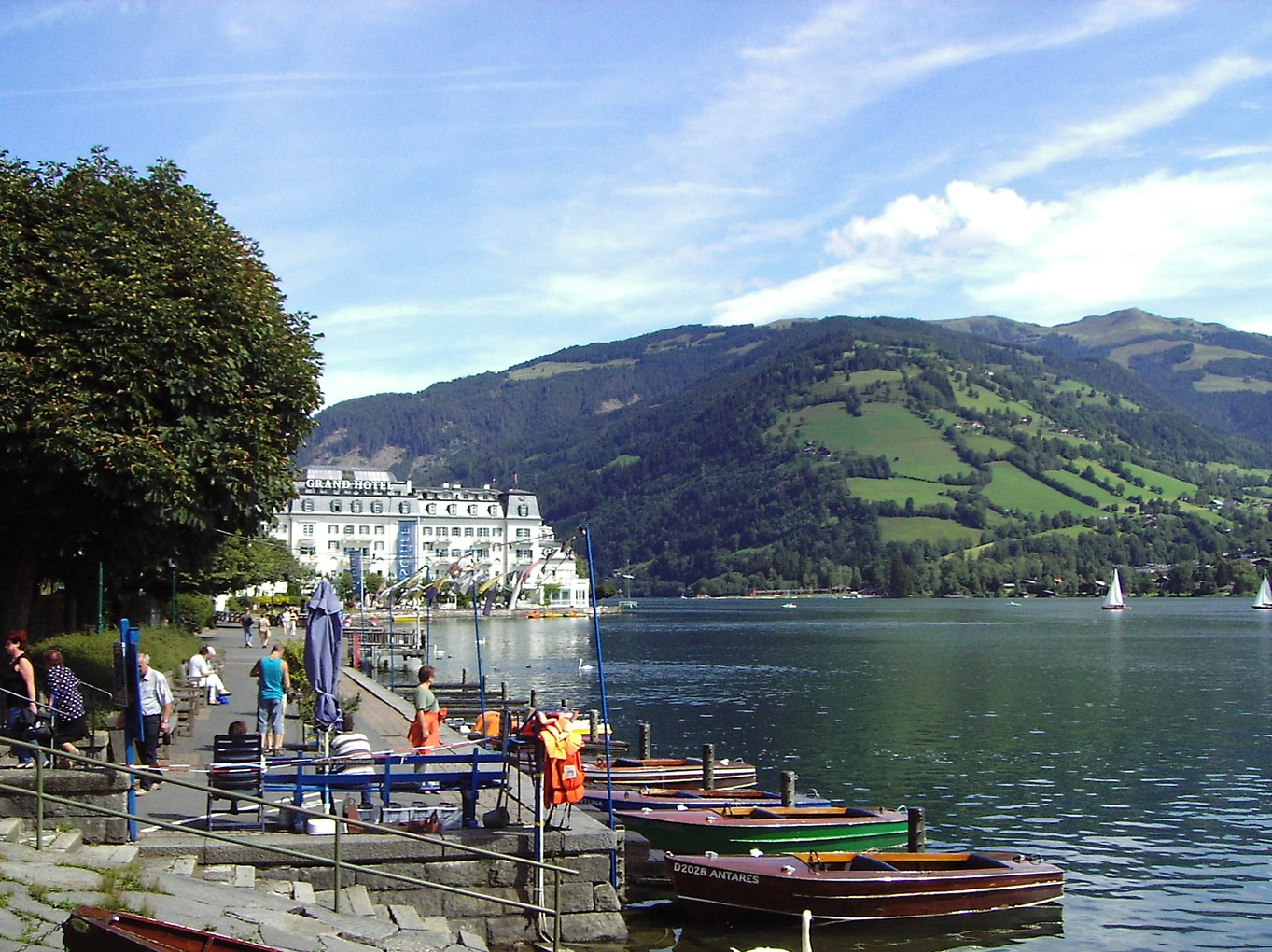
Đi bộ ven hồ

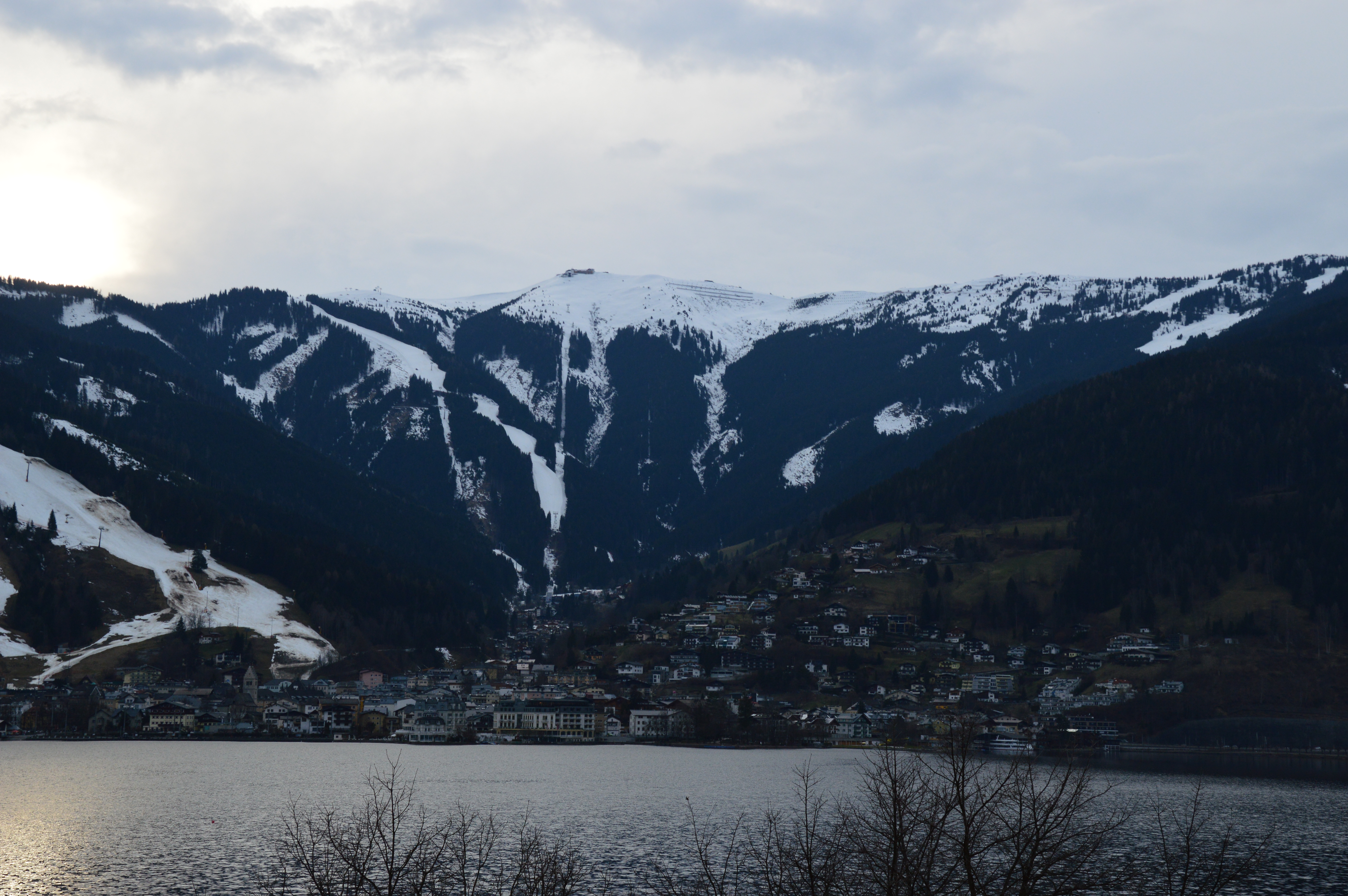
Quang cảnh của Zell am See từ Thumersbach

## Danh lam thắng cảnh

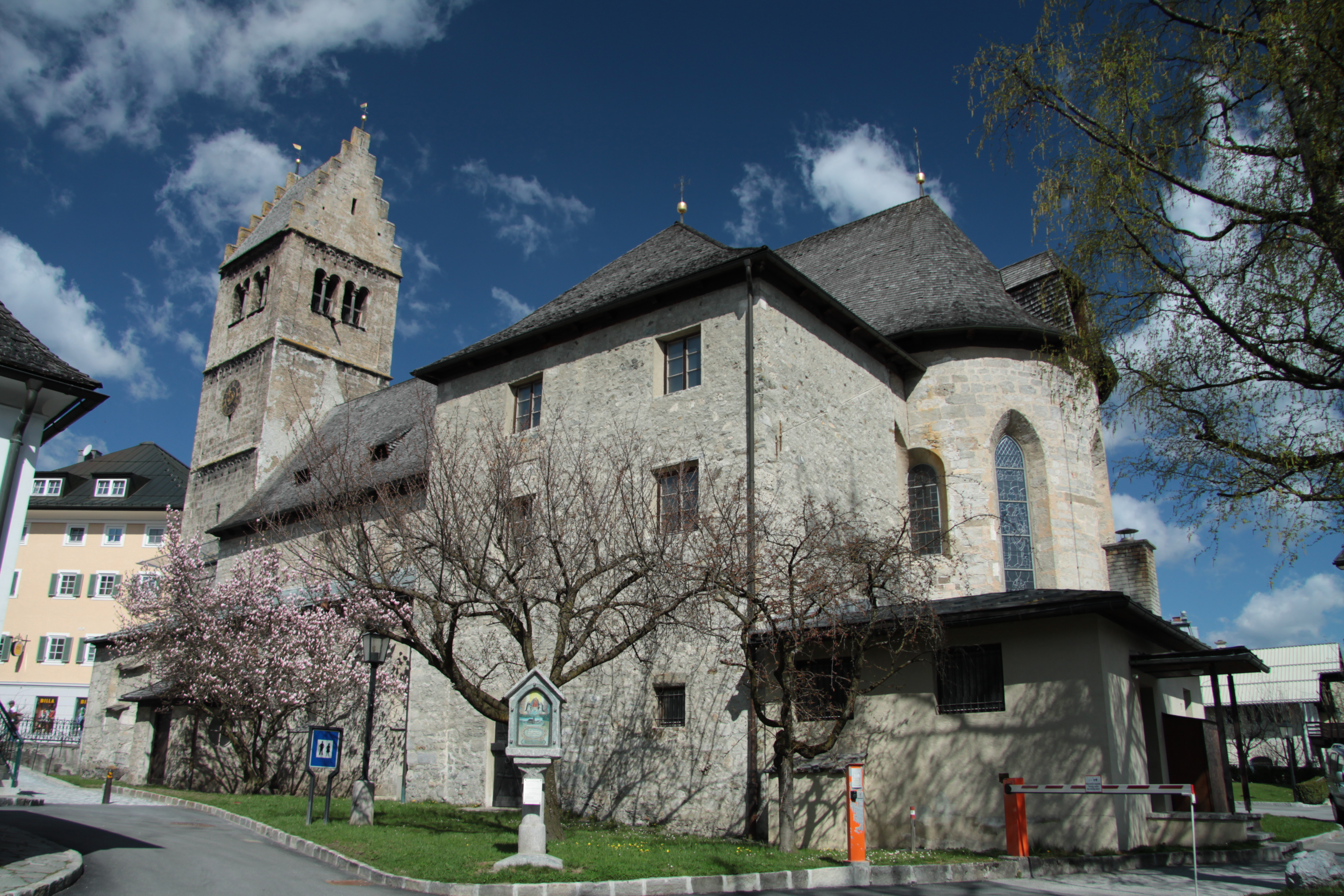
Nhà thờ thánh Hippolyte

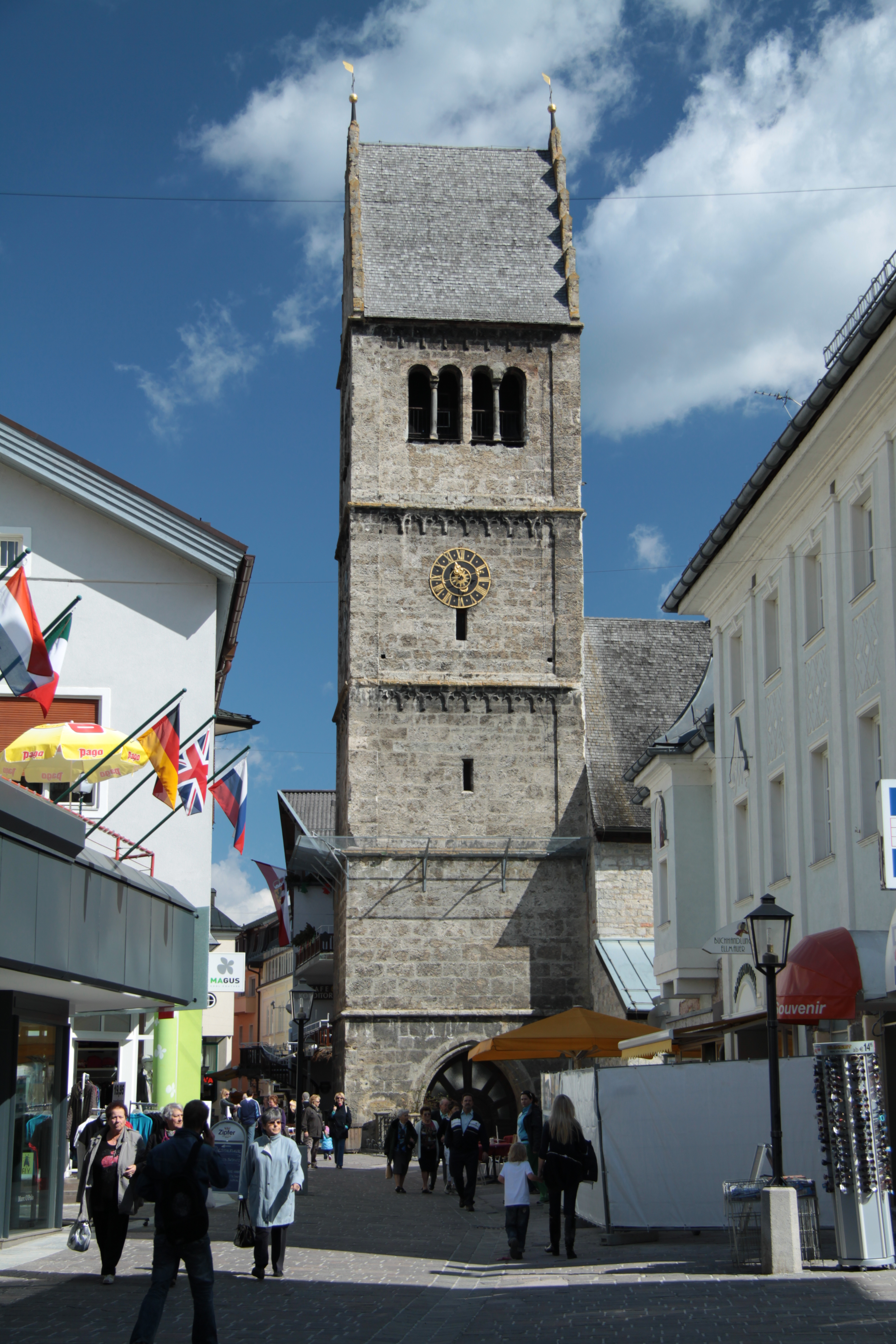
Tháp nhà thờ

Trong nhà thờ St. Hippolyte là những tàn dư xây dựng lâu đời nhất được biết đến của vùng Pinzgau. Nhà thờ được xây dựng phần lớn là theo kiến trúc Romanesque và bao gồm ba gian dọc. Từ năm 1898, gian giữa trung tâm được thay thế bằng một mái nhà bằng gỗ. Bốn bước dẫn lên bàn thờ chính.
Tòa tháp là trọng tâm chính của đường chân trời Zell am See. Nó có chiều cao 36 mét (118 ft). Các bức tường vững chắc có bề ngoài làm bằng đá vôi.
Từ năm 1660 đến năm 1670, bàn thờ chính đã được thay thế bằng một bàn kiểu Baroque, được lấy đi vào năm 1760. Hầu như không có đồ nội thất kiểu Baroque nào của nhà thờ vẫn còn ngoại trừ một số trang sức. Hai bức tượng Baroque đã được đưa vào nhà thờ Prielau. Bên cạnh bàn thờ chính là hai bức tượng có niên đại từ năm 1480: Thánh Rupert và Thánh Vigilius. Bàn thờ bên cạnh có hình ảnh Đức Trinh Nữ Maria từ Nhà thờ Maria Wald hiện không tồn tại, có từ năm 1540. Gian giữa bên trái có một bàn thờ nhỏ dành riêng cho Thánh Sebastian trong apsis của nó.
Grand Hotel Zell am See nằm ở một vị trí độc đáo trên một bán đảo tư nhân ngay bên bờ hồ Zell - căn nhà gỗ lớn này được bao quanh bởi nước với tầm nhìn toàn cảnh núi non.
Trang trại gia đình Porsche nằm ở Zell am See, được Ferdinand Porsche mua vào năm 1939 trước dự đoán về cuộc chiến trạnh. Trong chiến tranh, ông đã chuyển một số hoạt động kinh doanh của mình về đây và đến Gmund, cách xa thành phố Stuttgart, nơi bất chấp vụ đánh bom nặng nề, con trai của ông ta Ferry Porsche vẫn ở lại để giám sát các hoạt động của nhà máy.

## Giáo dục
Ở Zell am See có 3 trường tiểu học, một trường trung học cấp 2, một trường đặc biệt, một trường dạy nghề, một trường trung học cấp 3, một học viện thương mại và một trường thương mại.